# Ignaz Agricola
Ignaz Agricola (* 31. Juli 1661 in Zusamaltheim; † 23. Januar 1729 in München) war ein deutscher Historiker, Philosoph, Theologe und Jesuit.

## Leben
Am 28. September 1677 trat Agricola in den Jesuitenorden ein. Am 2. Februar 1695 legte er die drei Ordensgelübde ab. Drei Jahre lang studierte er dort Philosophie und vier Jahre lang Theologie. Danach unterrichtete er im Orden für zwei Jahre Grammatik, zwei Jahre lang lehrte er Poetik, weitere sieben Jahre lehrte er Rhetorik und zwei Jahre lang Logik. Vermutlich war Ignaz Agricola auch in München tätig; dort wurde er im Jahr 1719 Präses der Sodalitas major der Marianischen Bürgersodalität.

## Werke
- Historia Provinciae Societatis Jesu Germaniae superioris, quinque primas annorum complexa decades (1. Teil 1727)
- Historia Provinciae Societatis Jesu Germaniae superioris, quinque primas annorum complexa decades (2. Teil 1729)